# Suore dell'Immacolata Concezione della Beata Vergine Maria (Kaunas)
Le Suore dell'Immacolata Concezione della Beata Vergine Maria (in inglese Sisters of the Poor Immaculate Conception of the Blessed Virgin Mary; sigla M.V.S.) sono un istituto religioso femminile di diritto pontificio.

## Storia

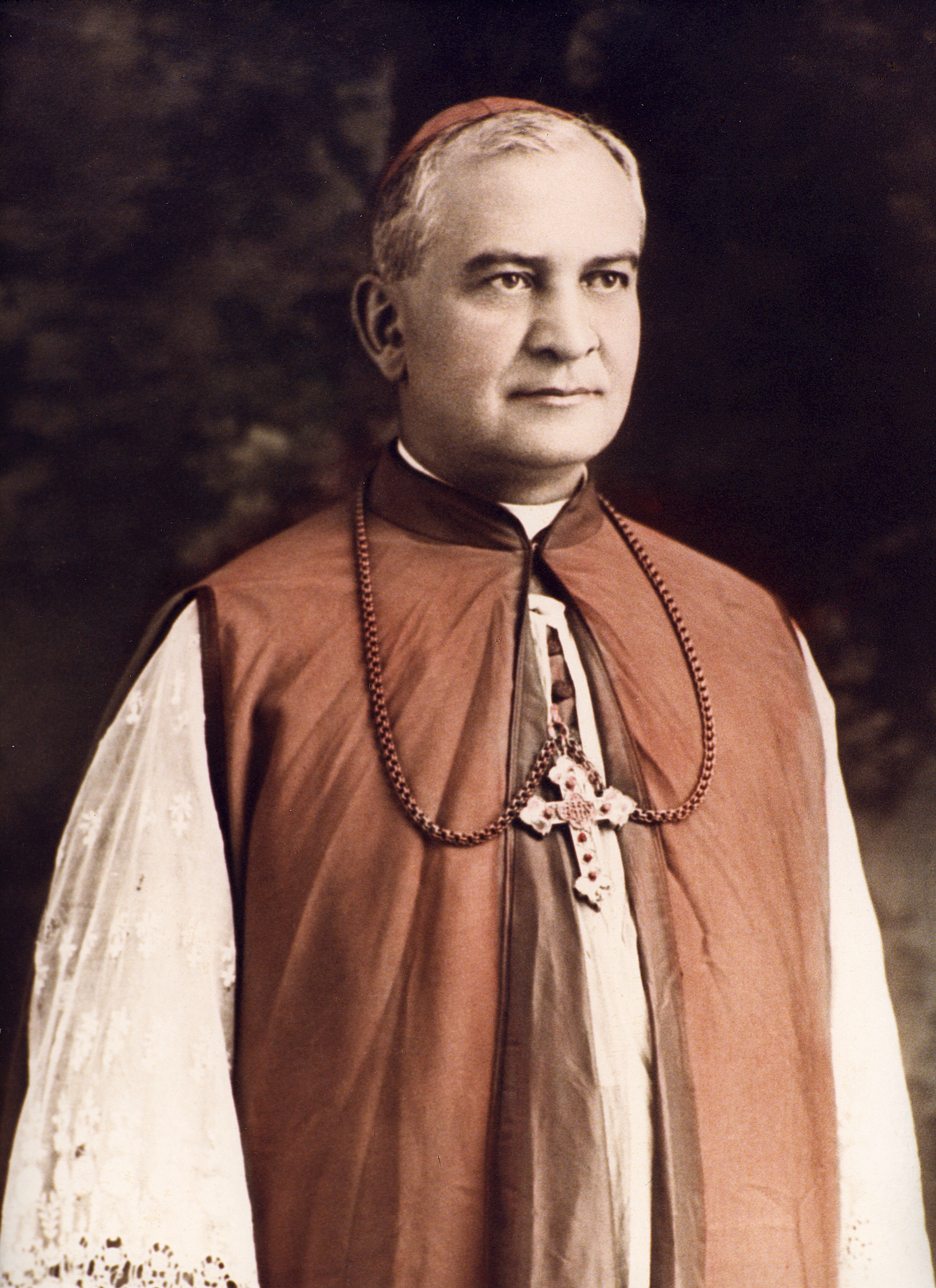
Jurgis Matulaitis, fondatore dell'istituto

La congregazione sorse in Lituania durante l'occupazione russa a opera del vescovo Jurgis Matulaitis: dopo aver rinnovato clandestinamente i chierici mariani, progetto di istituire anche un istituto femminile e, a tale scopo, nel 1912 reclutò due giovani donne, Agota Kudirkaitė e Marcelė Jurevičiūtė, e le inviò in Svizzera per formarsi presso le suore di carità della Santa Croce di Ingenbohl.
Lo scoppio della prima guerra mondiale ritardò la fondazione, che avvenne a Marijampolė il 15 ottobre 1918. La prima superiora fu Petronėlė Uogintaitė.
Il 18 luglio 1936 cinque suore arrivarono a Thompson, nel Connecticut; la presenza negli Stati Uniti d'America consentì all'istituto di sopravvivere anche dopo il 1940, quando la Russia sovietica occupò la Lituania ed espropriò le case religiose, disperdendo molte suore e deportandone altre in Siberia.

## Attività e diffusione
Le suore si dedicano all'istruzione e all'educazione dell'infanzia e della gioventù, all'apostolato della buona stampa, alla direzione di ospedali, case di riposo e orfanotrofi, al lavoro nell'azione cattolica e altrove, in base alle esigenze dei tempi e dei luoghi.
Oltre che in Lituania, sono presenti negli Stati Uniti d'America; la sede generalizia è a Kaunas.
Alla fine del 2015 l'istituto contava 57 religiose in 6 case.